# Ultraforce
Ultraforce é um grupo de super-heróis do Ultraverso. Criados pela Malibu Comics pelos escritores George Perez, Gerard Jones. Cuja primeira aparição foi em setembro de 1994, atualmente a Malibu Comics foi comprada pela Marvel Comics assim adquirindo todo os herois, o Ultraforce ganhou uma serie animada pela mão da DiC Entertainment em 1 de setembro de 1995

## História
A Ultraforce é uma equipe de Super herois formada por pessoas com poderes sobre humanos denominados como  " Ultra", com  a finalidade de proteger as pessoas e evitar que outros Ultras saiam da linha.[carece de fontes?]

## Série animada
A Ultraforce ganhou em 1995 uma serie animada pelas mãos da DiC Entertainment e pela Bohbot entretenimento, com 13 episódios de 22 minutos cada. a serie se concentra nos Ultras defendendo as pessoas dos Ultras que usam seus poderes para o mau, o heroi Hardcase lidera os ultras contra os malfeitores. A série foi exibida no Brasil pela Rede Globo.

### Episódios ( em inglês )
1. Prime Time
2. The Stuff of Heroes
3. Armageddon
4. Lord Pumpkin's Pie
5. You Can't Go Home Again
6. Wrack & Ruin
7. Night and The Nightman
8. Prime Ambition
9. A Veiled Threat
10. Pump It Up!
11. Primal Scream
12. Everything That Rises Must Converge
13. Jumpin' at the Boneyard

## Personagens
- Primaz
- Necro
- Topázio
- Cavaleiro Negro (oriundo da Terra 616 - Universo Marvel tradicional)
- Lamento
- Destroço
- Protótipo
- Hardcase
- Night Man ( ganhou uma serie de tv )